# Един за друг (албум)
 Тази статия е за албума на Орхан Мурад.  За ТВ шоуто вижте Един за друг.  
„Един за друг“ е 13-ият студиен албум на българския попфолк певец Орхан Мурад. Включва 13 песни и 1 ремикс. Събрани са всички сингли на изпълнителя, излезли от издаването на последния му албум „Единствена“ до момента.

## 2008
След 2007 г. и албума „Единствена“, Орхан Мурад участва в шоуто „Пей с мен“, след което то става повод за сингъл с едноименно заглавие, излязъл с видео през 2008 г. Върти се по телевизия Планета, но на следващата година певецът напуска музикална компания Пайнер и започва да се самопродуцира.

## 2009
През 2009 г. са записани още няколко сингъла – през месец март е промотирана песента му с пловдивската рап група Central Side – „Дай ми, дай“. Промотирана е и баладата „И наяве, и насън“, която също остава без видеореализация.

## 2010
В началото на 2010 година певецът разкрива, че ще запише песен с неговия брат по съдба – незрящия Крис, прочул се покрай ТВ шоуто ВИП Брадър. Песента е пусната свободно в Интернет няколко месеца по-късно. Носи името „Ще има слънце“ и е в стил мелъди рок, с много положително настроение. През тази година Орхан Мурад записва още 2 песни на турски език – „Baka, baka“ и „Beni sana gotur“.

## 2011
На 19 април 2011 г. е промотиран клипът към „И наяве, и насън“. На 21 април в Интернет изтичат две от новите му песни, които са в дует с Jore Dos – „Десетка си“ и „Като се напия“. Песните стават хитове в Интернет пространството. Няколко месеца по-късно е пуснат и ремиксът към неостаряващия хит „Хиляди слънца“. Песента е с нов, електрохаус аранжимент и се завърта по радиата в България.

## 2012
На 27 януари, навръх рождения си ден, 45-годишният певец пуска едноименната песен към новия си албум – баладата „Един за друг“, посветена на жена му. Заснети са видеоверсии на песните, намерили място в албума – „Един за друг“, „Няма стоп“ и „Кажи ми да“. Последната песен, която е включена в албума му, е дуетът с Цветелина от 2004 година „Всички пътища“. Видеоверсиите на песните се излъчват по DSTV от април 2012 г.

## Песни
1. Един за друг
2. Няма стоп
3. Кажи ми „да“
4. Всички пътища (с Цветелина)
5. Като се напия (с Jore Dos)
6. Пей с мен
7. Десетка си (с Jore Dos)
8. И наяве, и насън
9. Нямаш ли душа
10. Ще има слънце (с Крис)
11. Тежка болест
12. Щастие мое
13. Дай ми, дай (с Central Side)
14. Хиляди слънца – ремикс